# 郝龍斌
郝 龍斌（かく りゅうひん、ハオ・ロンピン、1952年〈民国41年〉8月22日　- ）は中華民国（台湾）の政治家（中国国民党）。元台北市長。
父親は中華民国国軍参謀総長、行政院長を歴任した郝柏村。

## 経歴
1952年台北市生まれ、本籍は江蘇省塩城県（外省人二世）。
1975年に台湾大学卒業後、アメリカのマサチューセッツ州立大学に留学。帰国後、台湾大学食品研究所で教授として勤めた。
1995年に中国国民党を離党し、親中国の旗幟を鮮明にした新党の中心メンバーとなり、1996年から立法委員を2期務めた。
2001年3月、民進党の陳水扁政権下で環境保護署長（環境大臣に相当）に就任。しかし、陳水扁政権（游錫堃内閣）が推進する公民投票に反対して、2003年10月辞任した。
その後、中華民国紅十字会（台湾の赤十字社）の秘書長を経て、2006年1月に国民党に復党。同年12月の台北市長選に国民党公認候補として出馬し、民進党の謝長廷や親民党主席の宋楚瑜を下して当選した。民選台北市長としては、陳水扁（元総統）、馬英九（元総統）に次いで3代目。国民党のホープとされる。
2008年6月、台北市長として初めて訪中し、韓正上海市長と会談、上海万博台北市参加協定を締結した。日本にも2008年4月、2009年5月に来日し石原慎太郎東京都知事と会談している。
2010年11月の台北市長選挙で、民進党の蘇貞昌らを下し再選。
2016年1月16日の台湾立法院選挙で民進党の蔡適応に敗北。
2020年の国民党主席補欠選に出馬するも、江啓臣に敗れた。